# Aglaiocypris pellucida
Aglaiocypris pellucida is een mosselkreeftjessoort uit de familie van de Candonidae. De wetenschappelijke naam van de soort is voor het eerst geldig gepubliceerd in 2003 door Mostafawi.